# Ach, ubogi żłobie
Ach, ubogi żłobie – kolęda polska. Autor słów nieznany. Pierwsza zwrotka została spisana w kancjonałach z połowy XVII wieku, kolejne można odnaleźć w śpiewniku Mioduszewskiego z 1838 roku zatytułowanym Śpiewnik kościelny, czyli pieśni nabożne z melodiami w Kościele katolickim używane. Melodię znaną obecnie skomponował w połowie XIX wieku Piotr Studziński.
W tekście kolędy podmiot liryczny zwraca się do leżącego w żłobie Zbawiciela, dziwiąc się, że wybrał barłóg, zamiast pozostać w niebie lub rezydować w pałacu.